# Route européenne 019
Ne doit pas être confondu avec la route européenne 19, située aux Pays-Bas, en Belgique et en France.
Pour les articles homonymes, voir Route 19 et E019.
La route européenne 019 (E019) est une route du Kazakhstan reliant Petropavl à Zapadnoe.